# Rondebosch
Rondebosch ist ein südlicher Wohnvorort von Kapstadt. Es liegt am Fuß des zum Tafelberg-Massiv gehörenden Devil’s Peak und ist Teil der Municipality of Cape Town (Stadtgemeinde Kapstadt).

## Geografie

### Lage
Rondebosch liegt östlich des Tafelbergmassivs und im Wesentlichen zwischen den Stadtteilen Rosebank und Newlands. Die Ortslage wird von zwei Wasserläufen durchflossen. Das sind der Liesbeek River, aus dem Boschenheuvel Arboretum bei Kirstenbosch kommend sowie ein Bach aus Richtung Claremont, der bei Pinelands in den Black River mündet. Das große Parkgelände Rondebosch Common befindet sich zwischen den Schnellstraßen M57 und M5.
Der Stadtteil Rondebosch erstreckt sich in östliche Richtung bis zum Black River, wo die grünen Talauen am großen Autobahnkreuz Black River Interchange der N2 mit der M5 liegen und der Rondebosch Golf Club an den Mowbray Golf Club stößt. Die Cape Flats Line des Schienennahverkehrssystems Metrorail Western Cape schafft eine schnelle Verbindung mit dem Zentrum Kapstadts, durchquert dabei den Stadtteil und verläuft in Richtung Süden weiter über Muizenberg bis nach Simon’s Town.

### Umgebung
| Rosebank                        | Rosebank, Mowbray                           | Pinelands, Hazendale                |
| Tafelberg, Universität Kapstadt | Kompassrose, die auf Nachbargemeinden zeigt | Sybrandpark, Athlone                |
| Newlands                        | Newlands, Wyndover                          | Rondebosch East, Lansdowne Crawford |

## Geschichte
1659 ließen sich die ersten neun niederländischen Farmer am Liesebeeck, einem Bach in Rondebosch, nieder. Der Ort erhielt seinen Namen nach einer Dornbusch-Art (Ronde Doorn Bosje). Seit dem 19. Jahrhundert überwiegend englischsprachig (1832 wurde die erste anglikanische Kirche errichtet), war Rondebosch in Zeiten der Apartheid ein whites-only area (Siedlungsgebiet ausschließlich für Weiße). Trotzdem galt der Bezirk traditionell als liberal und stand in Opposition zur Apartheid-Politik; er war eine Hochburg der Progressive Federal Party, die 1989 in der Democratic Party, heute Democratic Alliance, aufging.
Ein im bewaldeten Gelände des Tafelbergmassivs am 18. April 2021 entstandener Flächenbrand griff auf Gebäude des hiesigen Universitätscampus über und richtete großen Sachschaden an. Davon betroffen waren zahlreiche studentische Wohnbereiche und die Gebäude der Jagger Library, sowie HM Pearson Library und Fuller Library, drei Bereiche der historischen Sondersammlungen der Universität.

## Demografie
Gemäß der Volkszählung 2011 lebten hier auf einer Fläche von 6,42 km² etwa 14.600 Einwohner, davon bezeichneten sich 63 Prozent als „White“, 17 Prozent als „Black African“.

## Hochschulen und Schulen
Rondebosch ist Standort der 1829 gegründeten ältesten Universität Südafrikas, der University of Cape Town (UCT), die am Abhang des Devil’s Peak liegt und laut World University Rankings von 2010 als beste Universität Afrikas gilt. Vier ihrer Absolventen sind Träger eines Nobelpreises.
Das 1849 gegründete anglikanische Diocesan College („Bishops“) für Jungen besuchten zahlreiche prominente Briten und Südafrikaner, u. a. der Astronaut Mark Shuttleworth und der Architekt und Stadtplaner William Holford, Baron Holford.
Traditioneller Rivale von Bishops ist die 1897 von der Niederländisch-reformierten Kirche gegründete Rondebosch Boys’ High School. Zu ihren Alumni gehört der Nobelpreisträger Allan McLeod Cormack.
Das Gebäude der Rustenberg Junior School geht auf das 17. Jahrhundert zurück, es war Wohnsitz des ersten Gouverneurs der Kapkolonie, Simon van der Stel.

## Sonstiges
Rondebosch besitzt Stadien für Rugby, Cricket, Hockey, Soccer und Tennis, mehrere Parks sowie ein Theater. Am von Cecil Rhodes errichteten Groote Schuur Estate befindet sich ein Denkmal für den britischen Kolonialpolitiker.

## Persönlichkeiten
- Monty Weber (1941–1999), Schlagzeuger des Cape Jazz